# Parazuphium baeticum
Parazuphium baeticum é uma espécie de insetos coleópteros pertencente à família Carabidae.
A autoridade científica da espécie é K. Daniel & J. Daniel, 1898, tendo sido descrita no ano de 1898.
Trata-se de uma espécie presente no território português.